# Hypomelanosis Ito
Die Hypomelanosis Ito (Ito-Syndrom, Incontinentia pigmenti achromians Ito) ist eine sehr seltene, fleckenartige, angeborene Abweichung der färbenden Pigmentzellen der Haut, die bei bestimmten Chromosomzahlabweichungen auftritt. Sie betrifft bestimmte – lebenslang festgelegte – Flecken, an denen eine hellere Färbung der Haut durch lokale Störungen der Pigmentbereitstellung entsteht. Zusätzlich können weitere Störungen auftreten wie zum Beispiel geistige Behinderung, fleckiger Haarausfall, Krampfanfälle. Die Haut zeigt streifenförmige Aufhellungen, die gemustert sind und am Körperstamm und den Armen und Beinen auftreten. Die Muster entstehen durch die geordnete Ausbreitung der genetisch abweichenden Pigmentzellen während der frühen Embryogenese. Sie werden auch Blaschko-Linien genannt.
Die Häufigkeit der Erkrankung wird zwischen 1 zu 8.000 und 1 zu 10.000 angegeben. Sie wurde nach dem Erstbeschreiber Minor Ito (1952) benannt.